# 바이칼 (음악 그룹)
바이칼(BAIKAL)은 대한민국의 7인조 댄스 팝 음악 그룹이다. 2017년 9월 21일 데뷔하였다.

## 활동
2017년 4월, 바이칼호의 담수를 먹는샘물로 가공하여 판매하는 주식회사 그루플래닝에서 9인조 보이 그룹 바이칼이 8월 데뷔한다고 밝혔다. 멤버 중 도까, 케이빈, 데이는 Mnet의 PRODUCE 101 2에 참가하고 있었으나 탈락하였으며, 호찬은 SBS 웃찾사가 폐지된 2017년 5월 이후 팀에 합류하였다. 이후 7인조로 재편된 바이칼은 2017년 9월 21일 첫 번째 싱글 〈Hiccup〉을 발표하며 데뷔하였다.
데뷔 1주년이 되는 2018년 9월 21일, 바이칼은 팬송 〈See The Star〉를 유튜브와 사운드클라우드를 통하여 공개하였다. 이후 11월 23일 두 번째 싱글 〈Beautiful〉을 발매하였다.

## 구성원
- 도까
- 호찬
- 케이빈
- 데이
- 연우
- 대웅
- 노아

## 음반 목록

### 디지털 싱글
| 순서 | 정보                                       | 트랙 리스트                       |
| ---- | ------------------------------------------ | --------------------------------- |
| 1    | 〈Hiccup〉 - 발매일: 2017년 9월 21일       | 1. Hiccup 2. Hiccup (Inst.)       |
| -    | 〈See The Star〉 - 발매일: 2018년 9월 21일 | 1. See The Star★                  |
| 2    | 〈Beautiful〉 - 발매일: 2018년 11월 23일   | 1. Beautiful 2. Beautiful (Inst.) |

## 음반 외 활동

### 광고
| 연도 | 기업명           | 브랜드명          | 종류        | 비고 |
| ---- | ---------------- | ----------------- | ----------- | ---- |
| 2017 | LEGEND OF BAIKAL | 레전드 바이칼워터 | 생수 브랜드 |      |

### 홍보대사
| 연도 | 경력                                                           |
| ---- | -------------------------------------------------------------- |
| 2017 | - 러시아 이르쿠츠크 홍보대사 - 한국청소년수련시설협회 홍보대사 |